# بين فلاورز
بين فلاورز (بالإنجليزية: Ben Flowers) هو لاعب كرة قاعدة أمريكي، ولد في 15 يونيو 1927 في ويلسون في الولايات المتحدة، وتوفي في 18 فبراير 2009.

## وصلات خارجية
- بين فلاورز على موقع دوري كرة القاعدة الرئيسي (الإنجليزية)
- بين فلاورز على موقعبيزبول رفرنس.كوم (الدوري الرئيسي) (الإنجليزية)
- بين فلاورز على موقعبيزبول رفرنس.كوم (الدوري الثانوي) (الإنجليزية)
- بين فلاورز على موقع إي إس بي إن.كوم (أم.أل.بي) (الإنجليزية)
- بين فلاورز على موقع مشجعي الرسوم البيانية (الإنجليزية)